# Corso Bettini
Corso Bettini è una delle vie più note di Rovereto. Vi si affacciano alcuni tra i palazzi maggiormente significativi della città e rappresenta, in prosecuzione con viale Trento, l'asse viario principale d'accesso al centro cittadino arrivando da nord con la strada statale 12 dell'Abetone e del Brennero.

## Storia
La costruzione del corso è antica ma è solo nel XVIII secolo che divenne luogo scelto dalla nobiltà e della borghesia locale per la costruzione di edifici signorili che lo resero uno dei viali più monumentali della città.

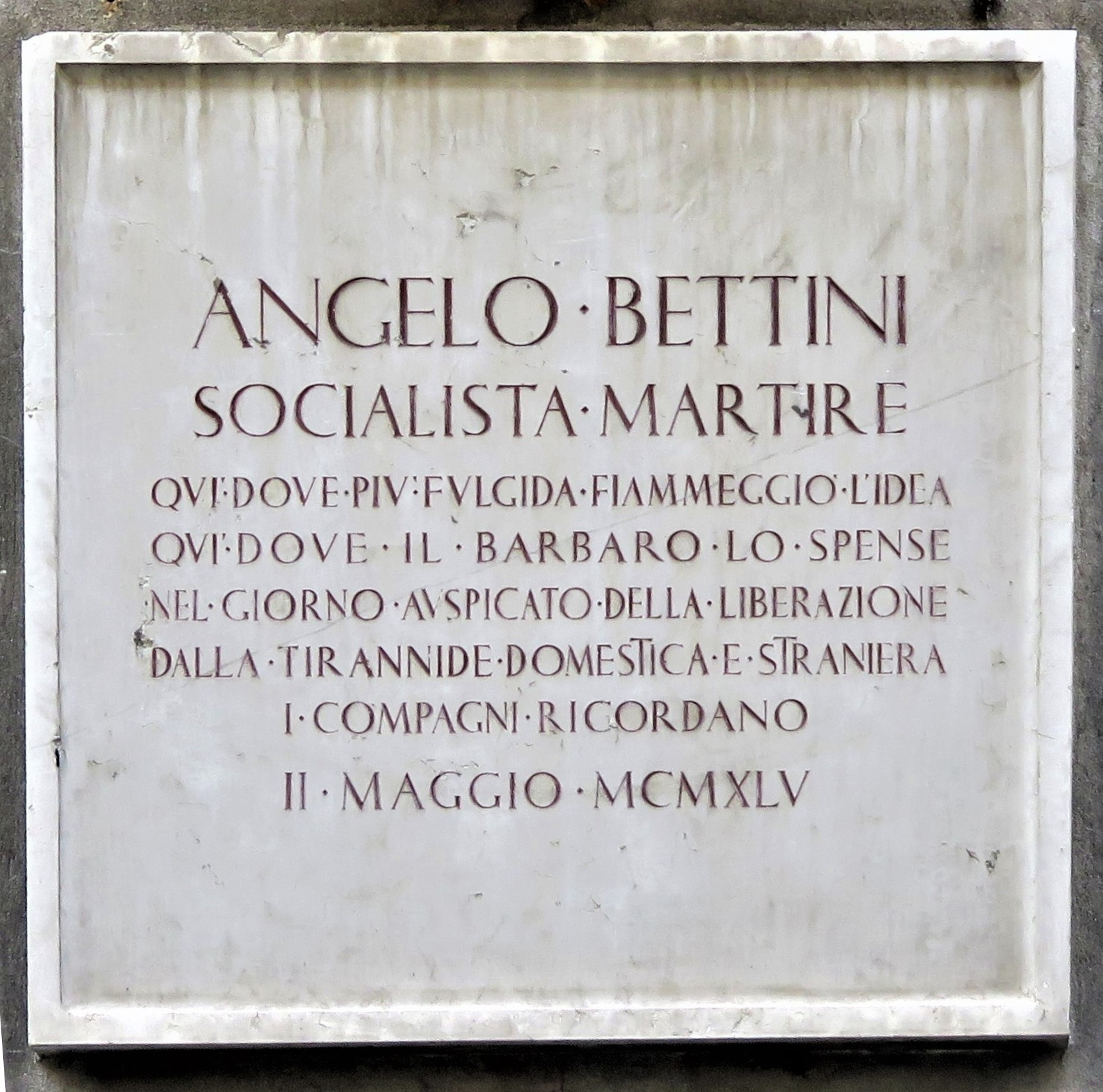
Lapide ad Angelo Bettini

### Origini del nome
Il nome recente del corso è un tributo alla memoria di Angelo Bettini, ucciso dai nazisti nel 1944, ma in passato ha mutato denominazione molte volte ed è stato:
- corso alla Croce, a partire dal XV secolo
- corso Grande (o corso Nuovo Grande)
- corso San Rocco
- strada Imperiale
- strada Postale, dal XIX secolo
- corso Vittorio Emanuele III, sino alla metà circa del XX secolo[2]

## Luoghi d'interesse

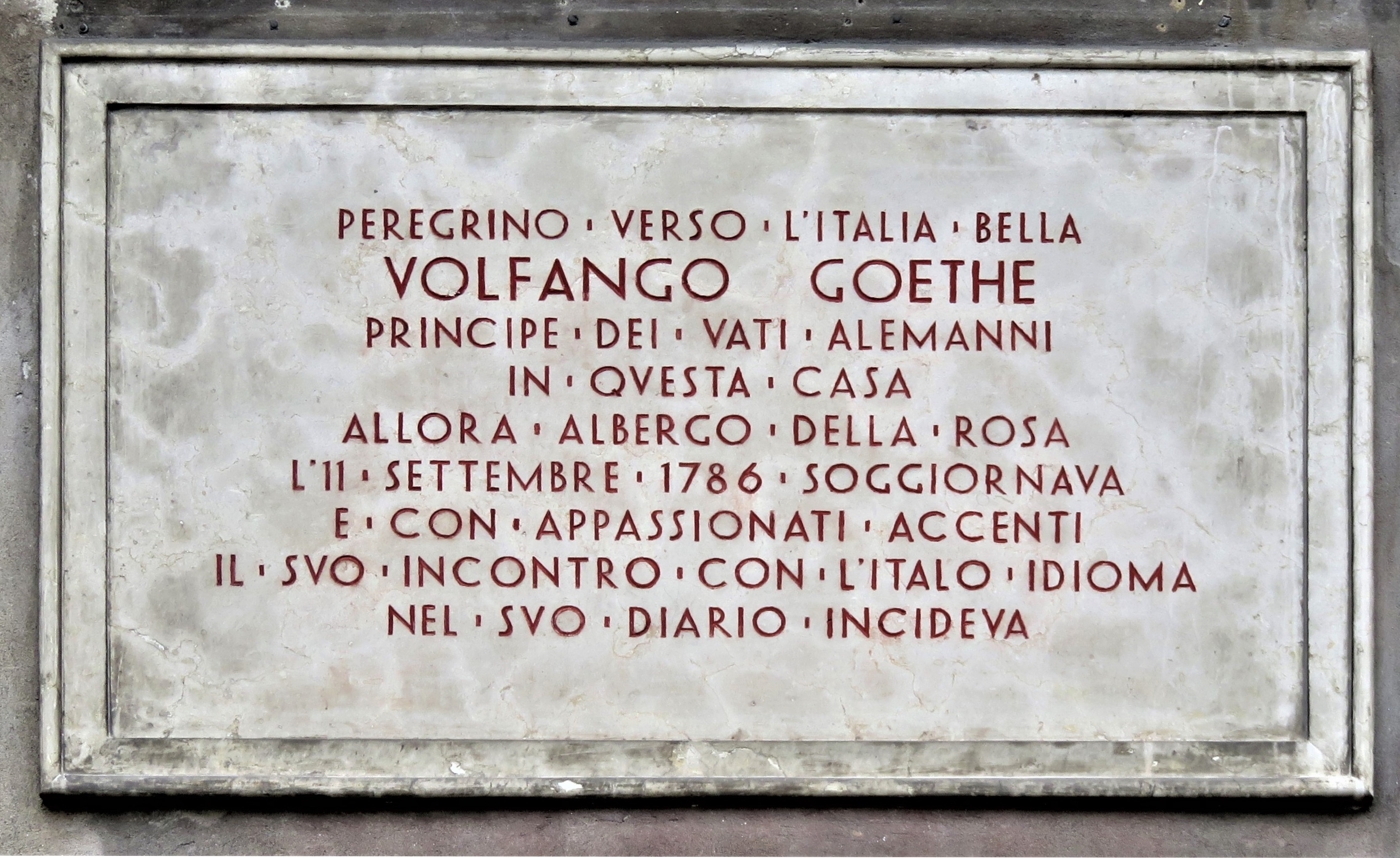
Targa a ricordo del passaggio di Goethe su casa Candelpergher a Rovereto.

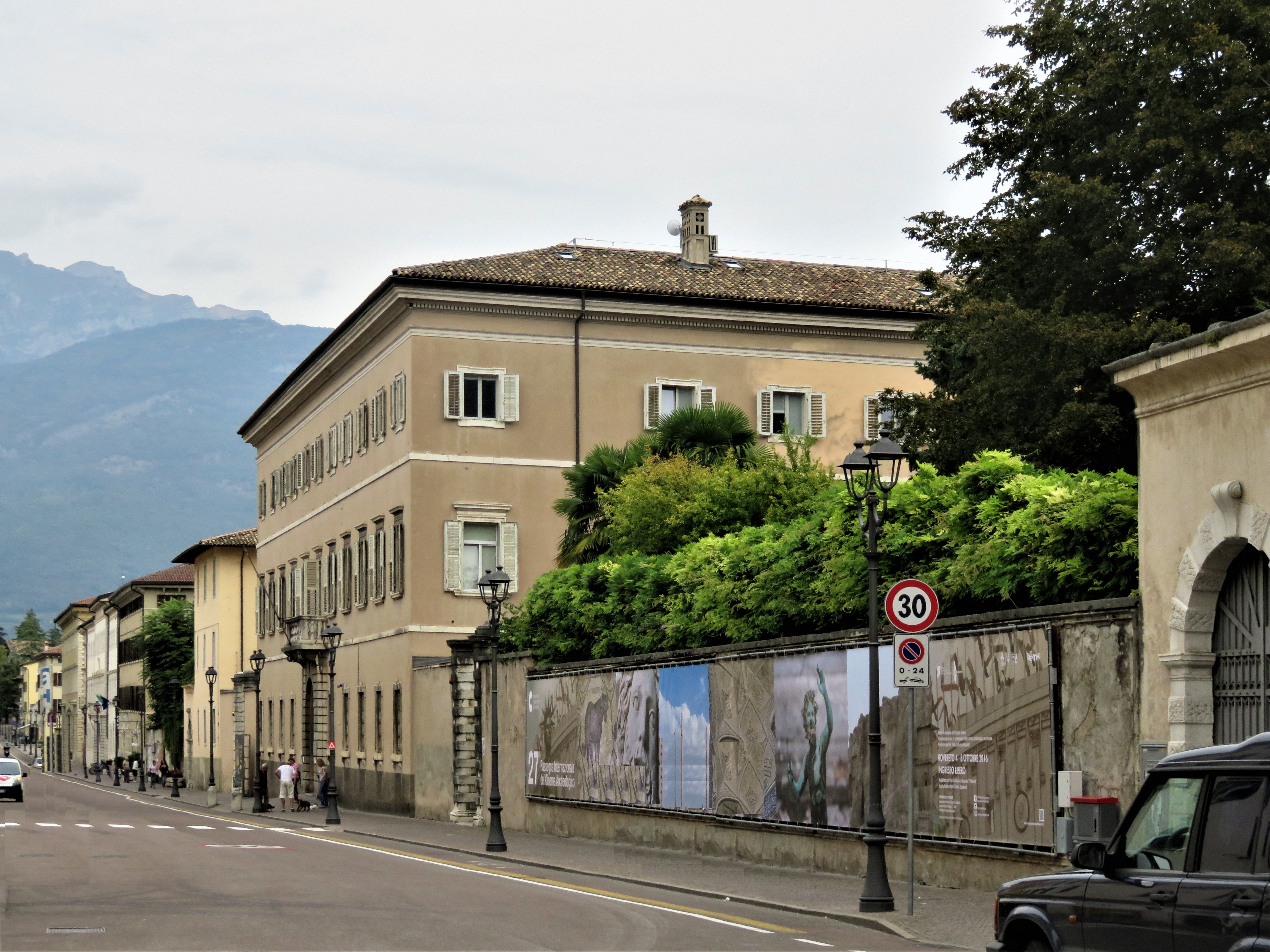
Palazzo Fedrigotti.

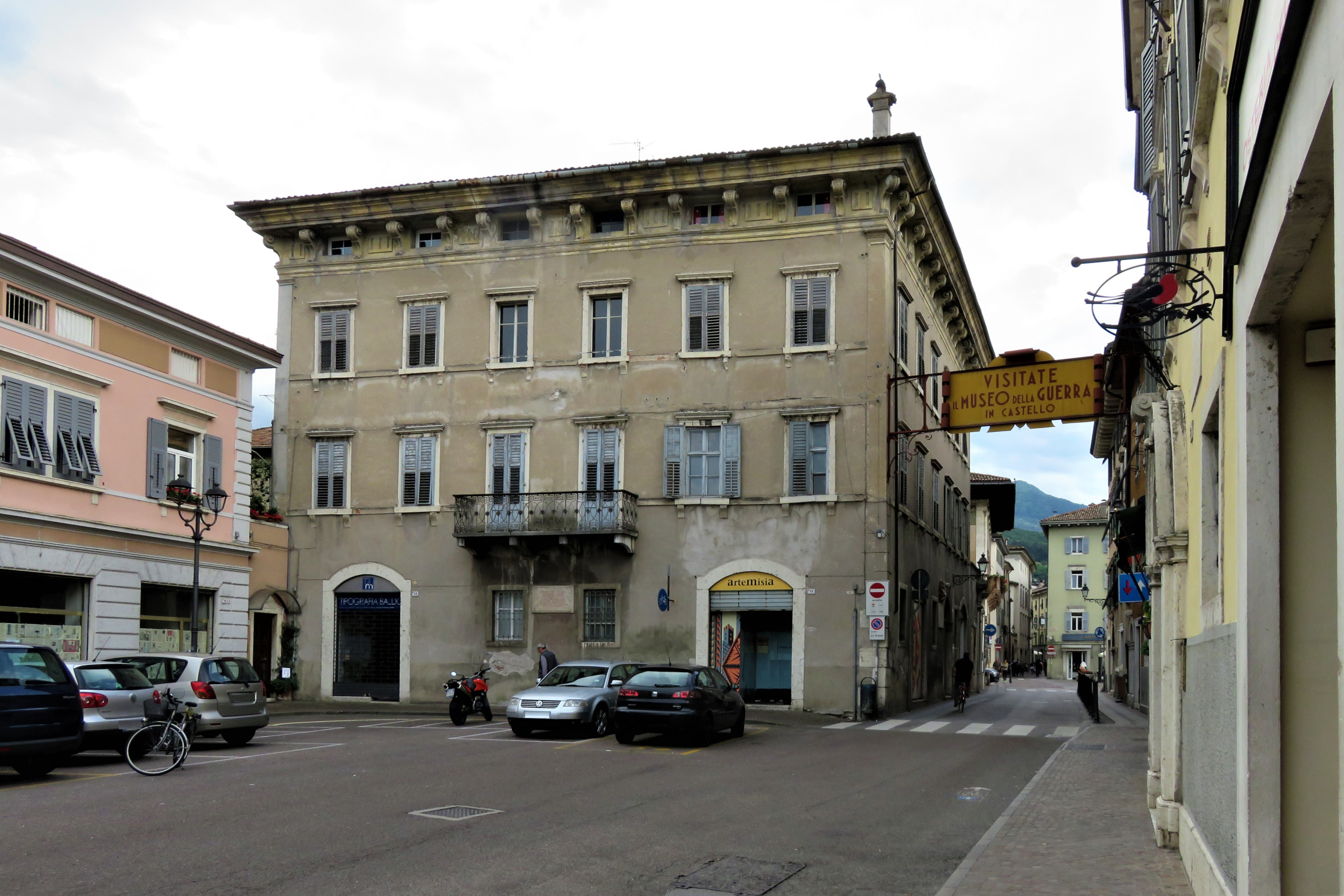
Palazzo Candelpergher, antico albergo Imperiale della Rosa.

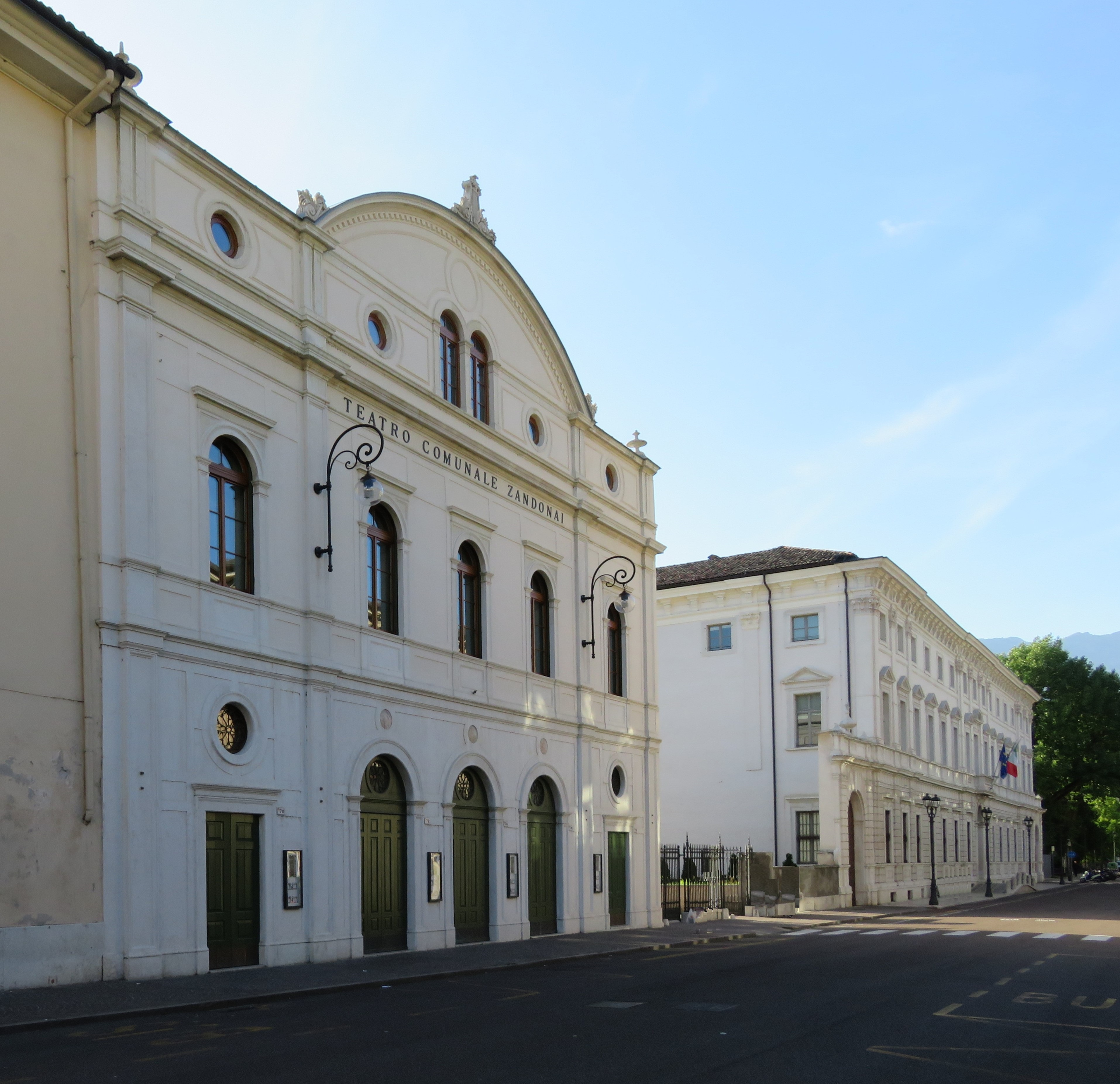
Teatro comunale Zandonai e palazzo Piomarta.

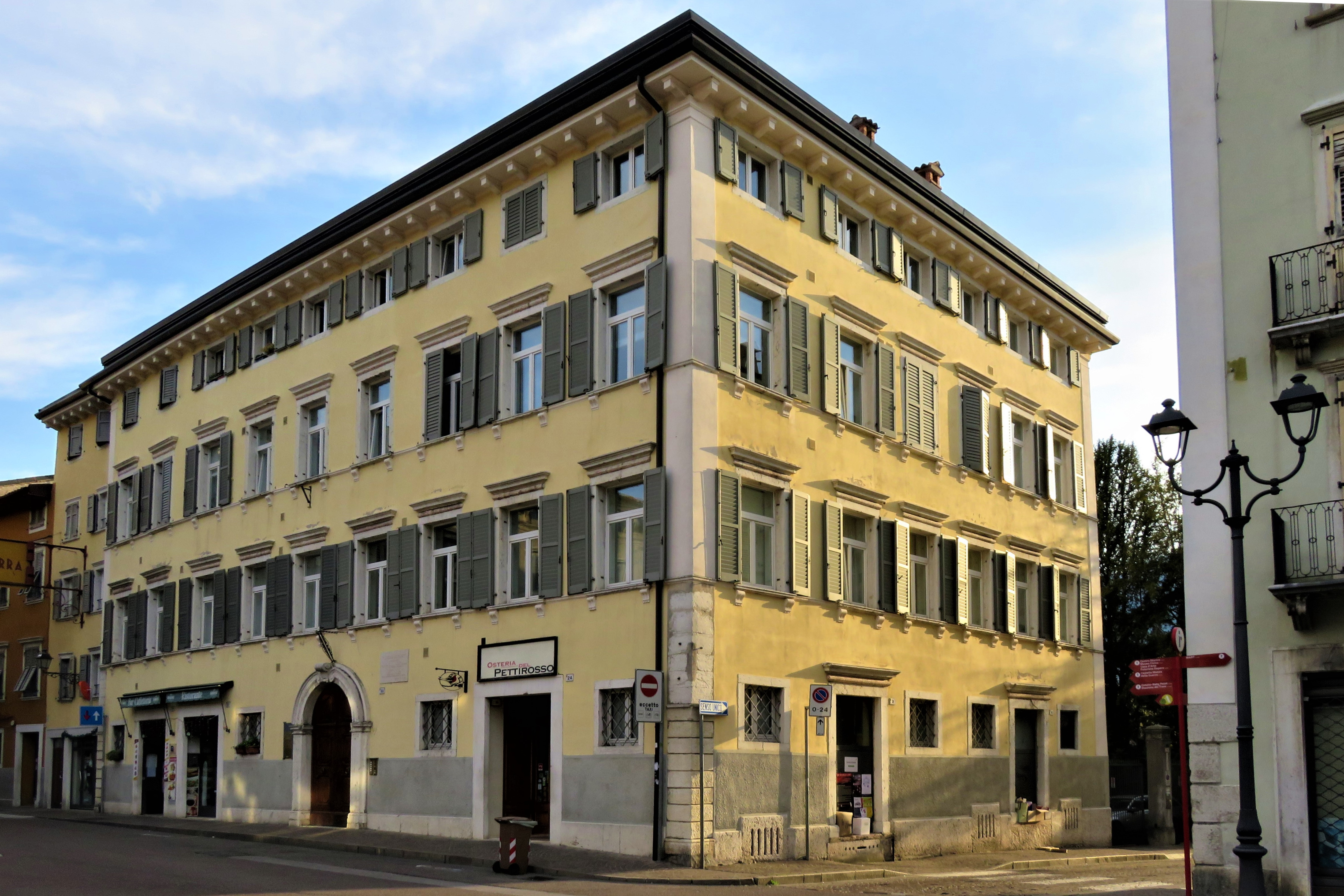
Casa Tolomei.

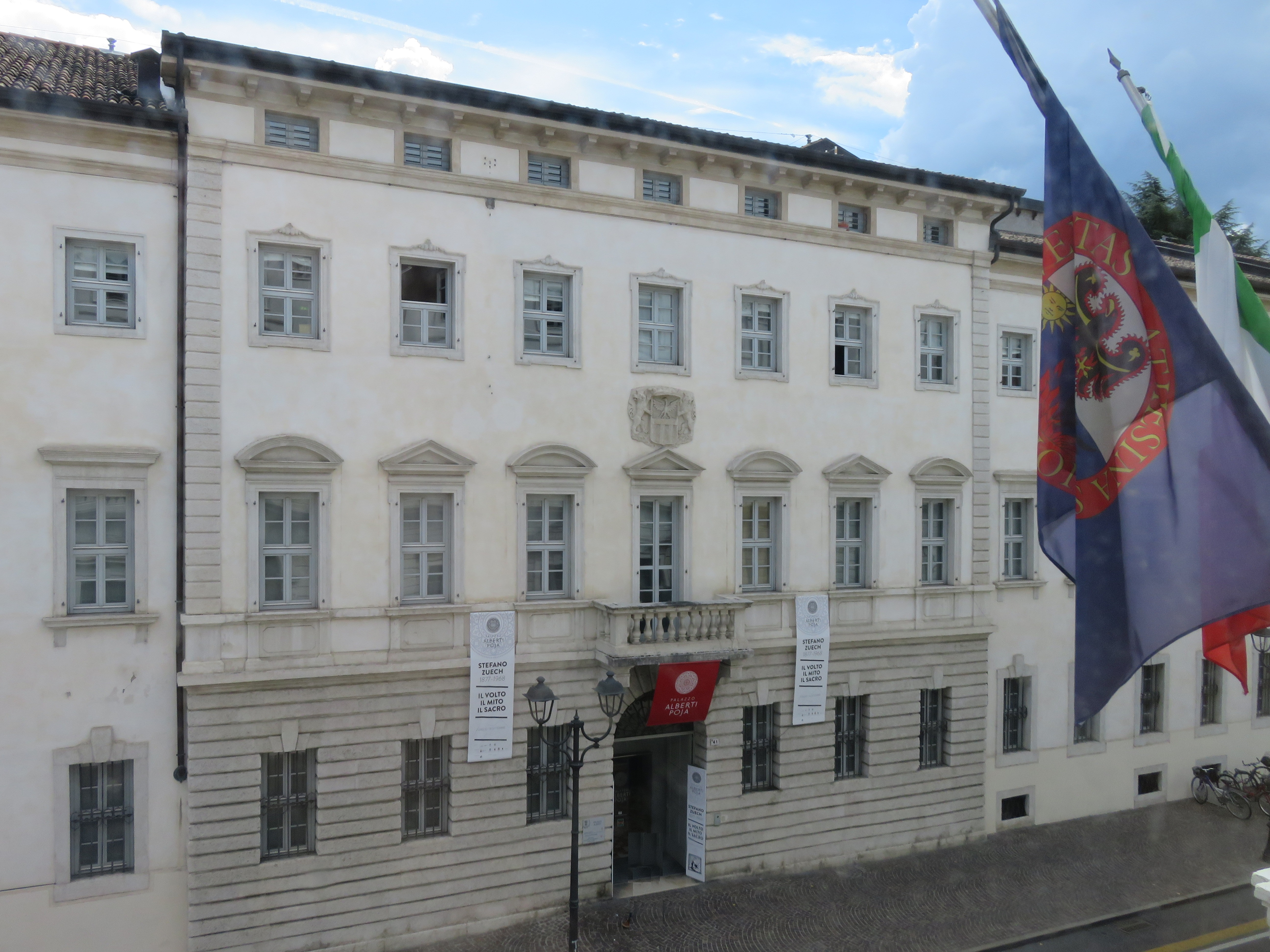
Palazzo Alberti Poja.

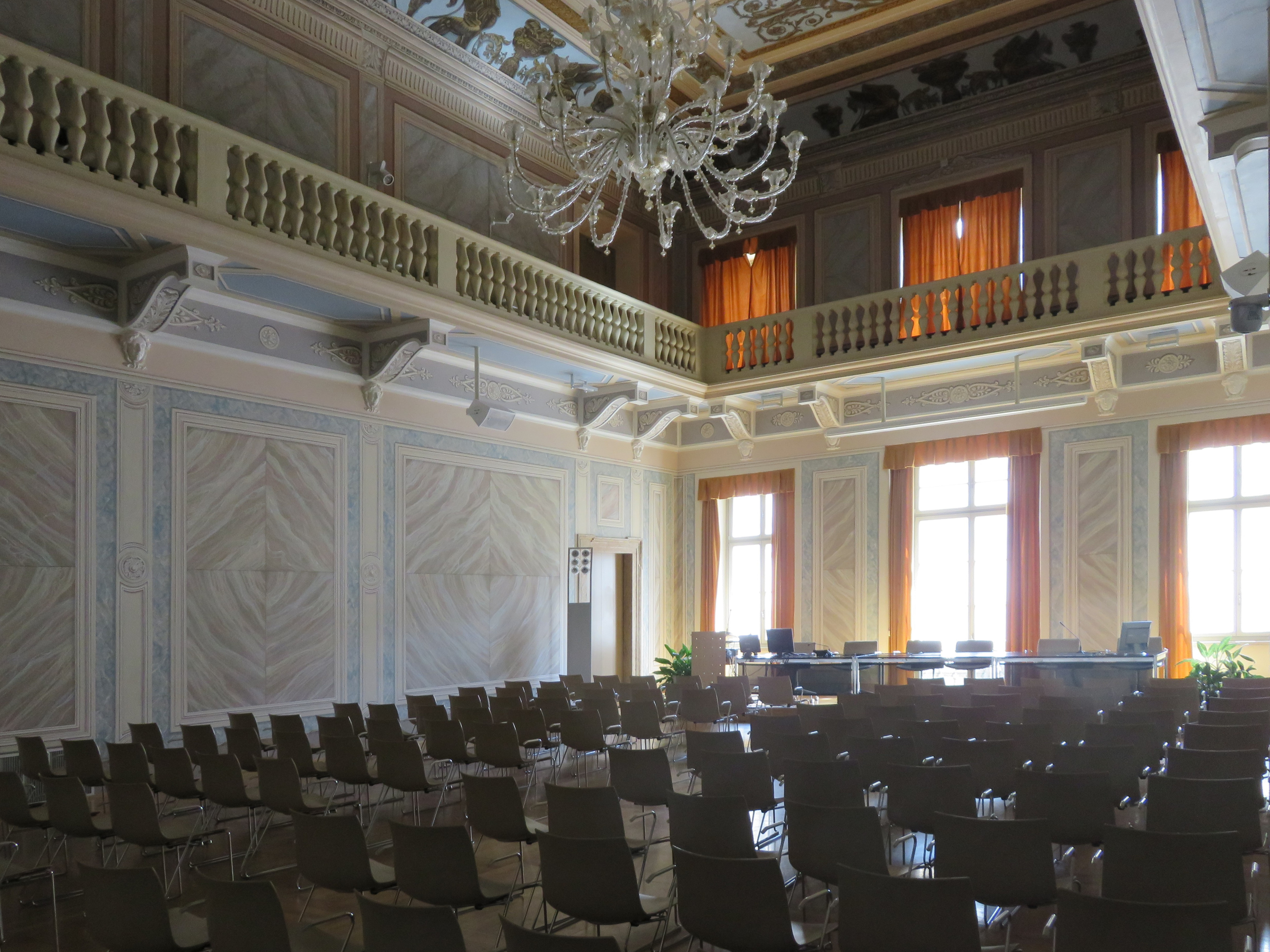
Salone dell'aula magna di palazzo Piomarta.

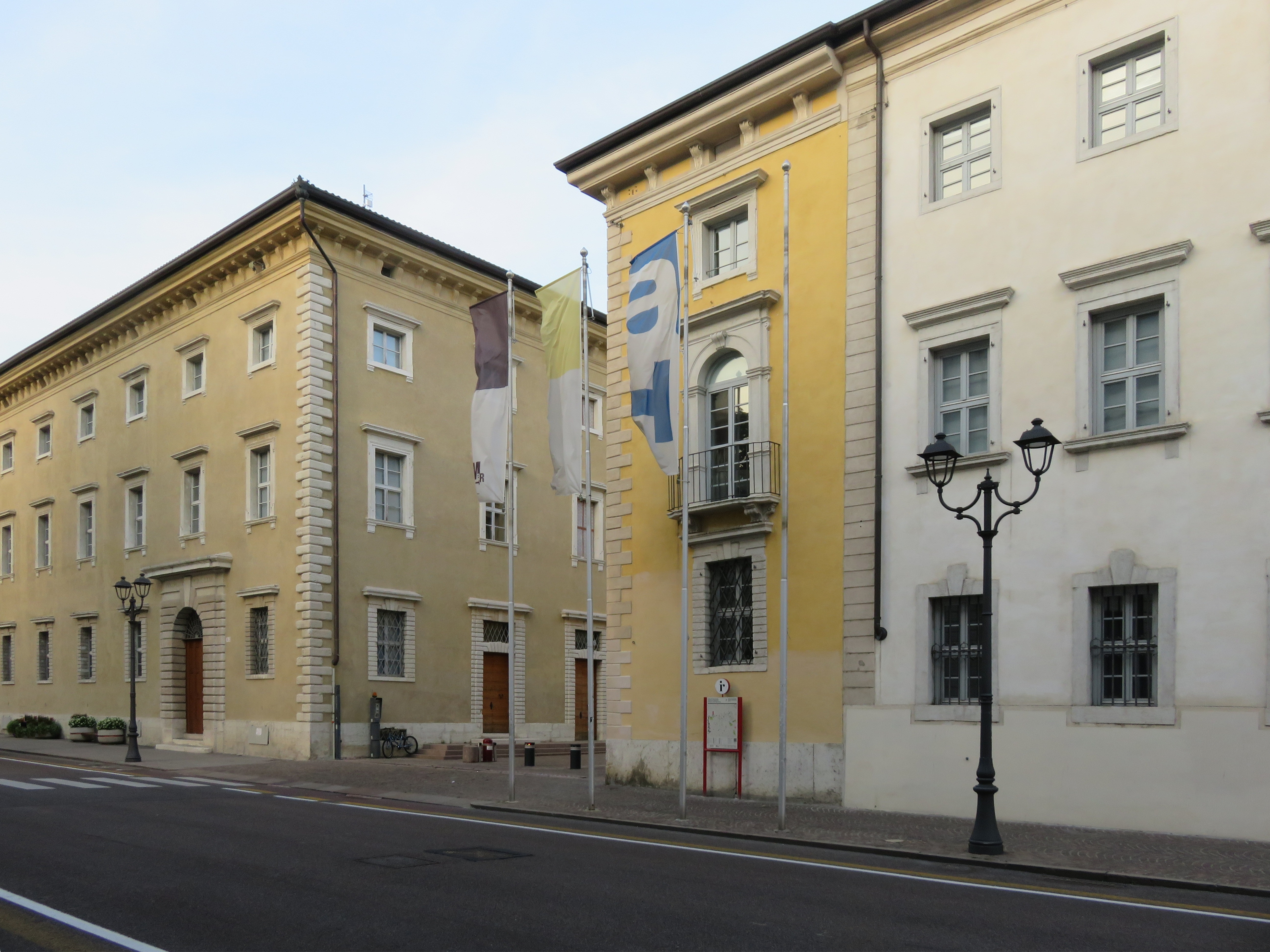
Palazzo Annona e ingresso al Mart.

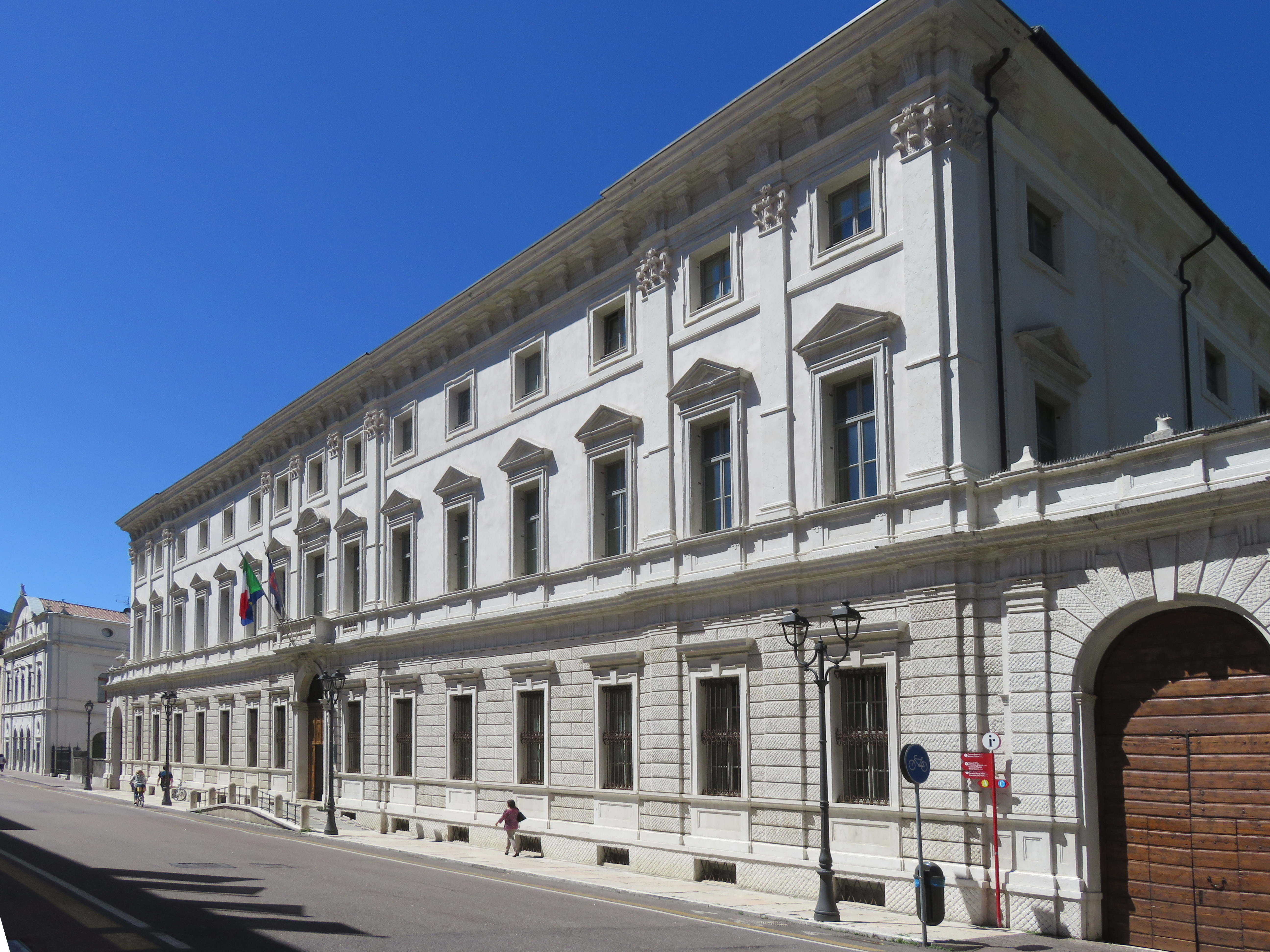
Palazzo Piomarta.

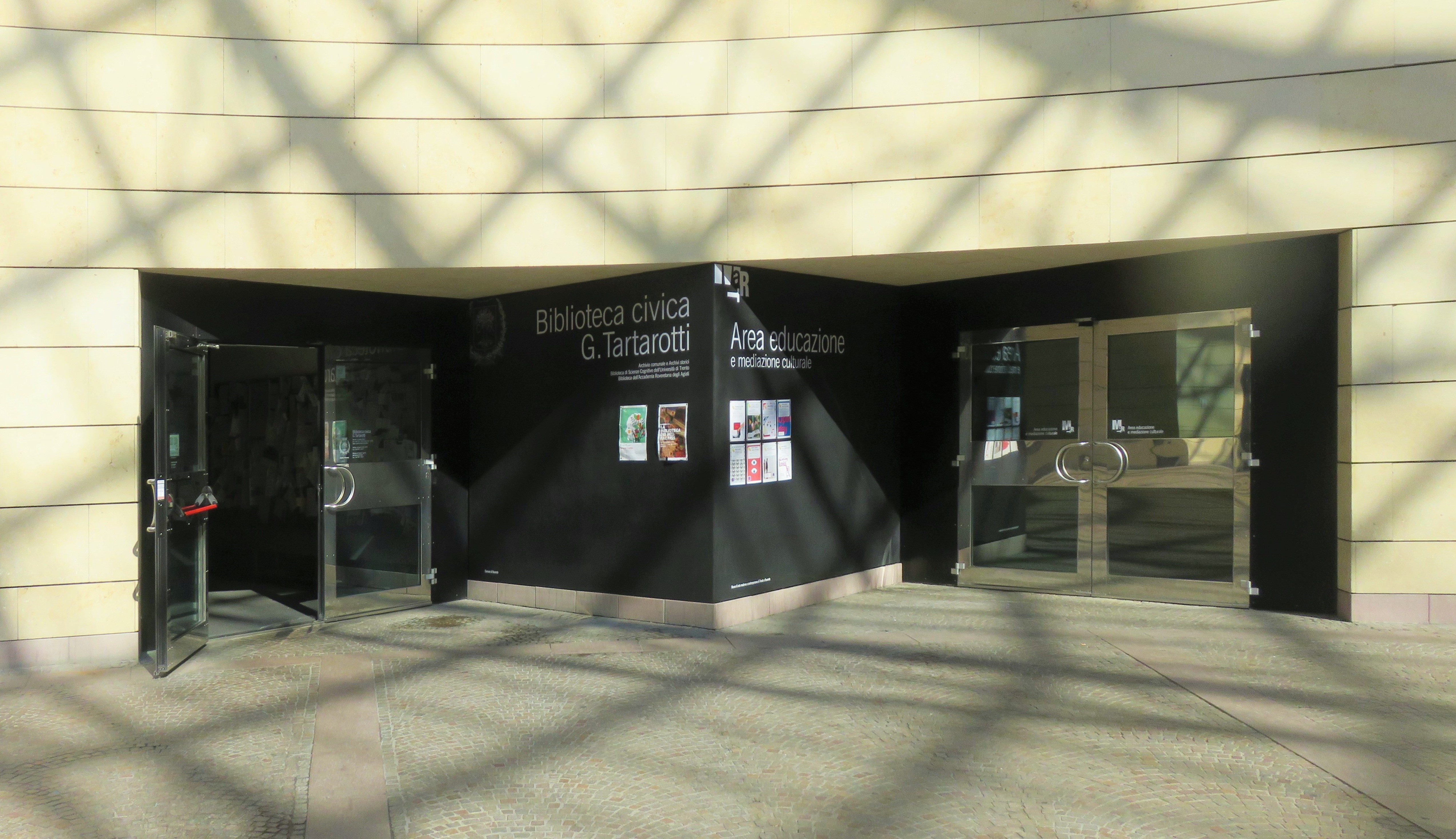
Biblioteca civica Girolamo Tartarotti.

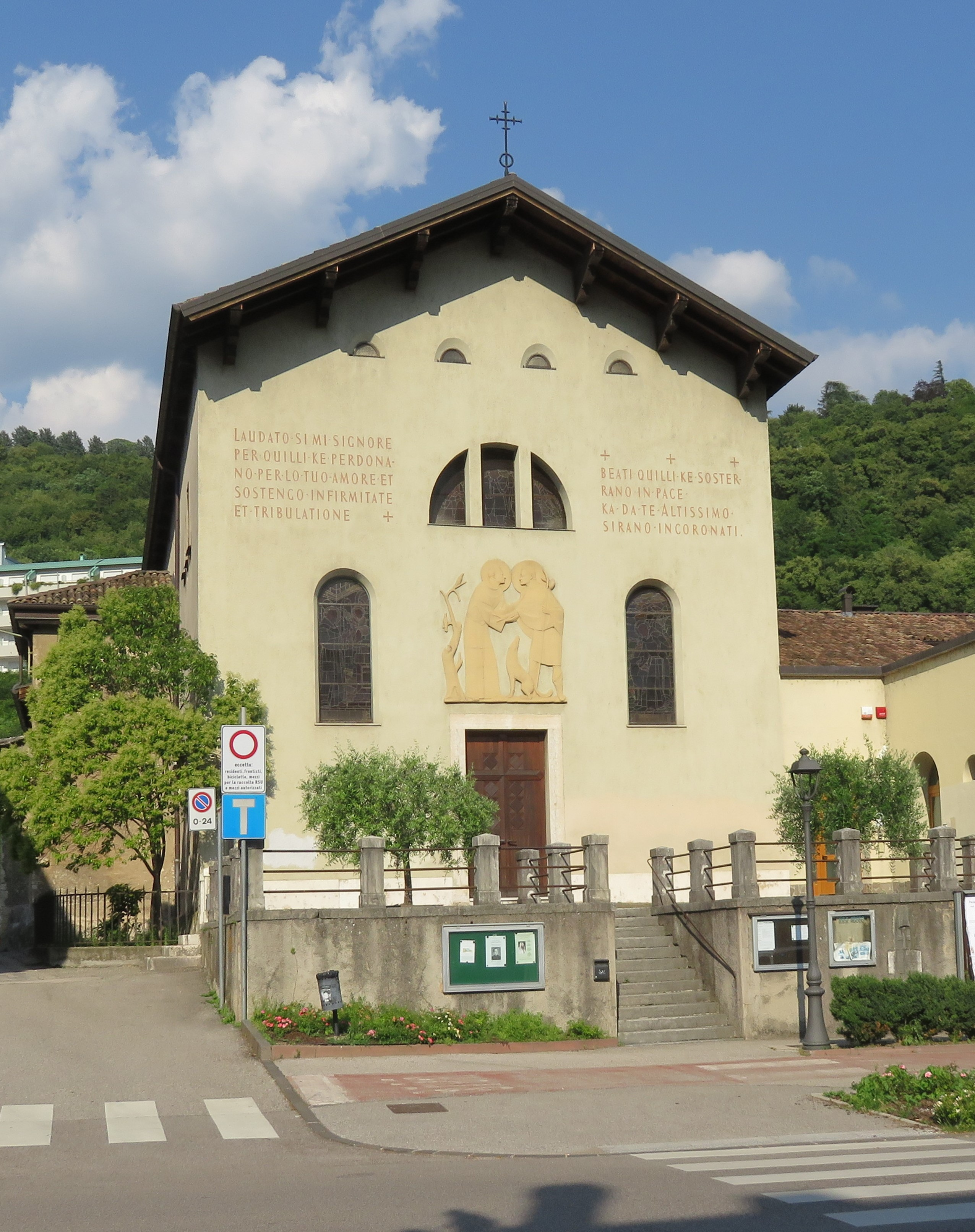
Chiesa di San Rocco.

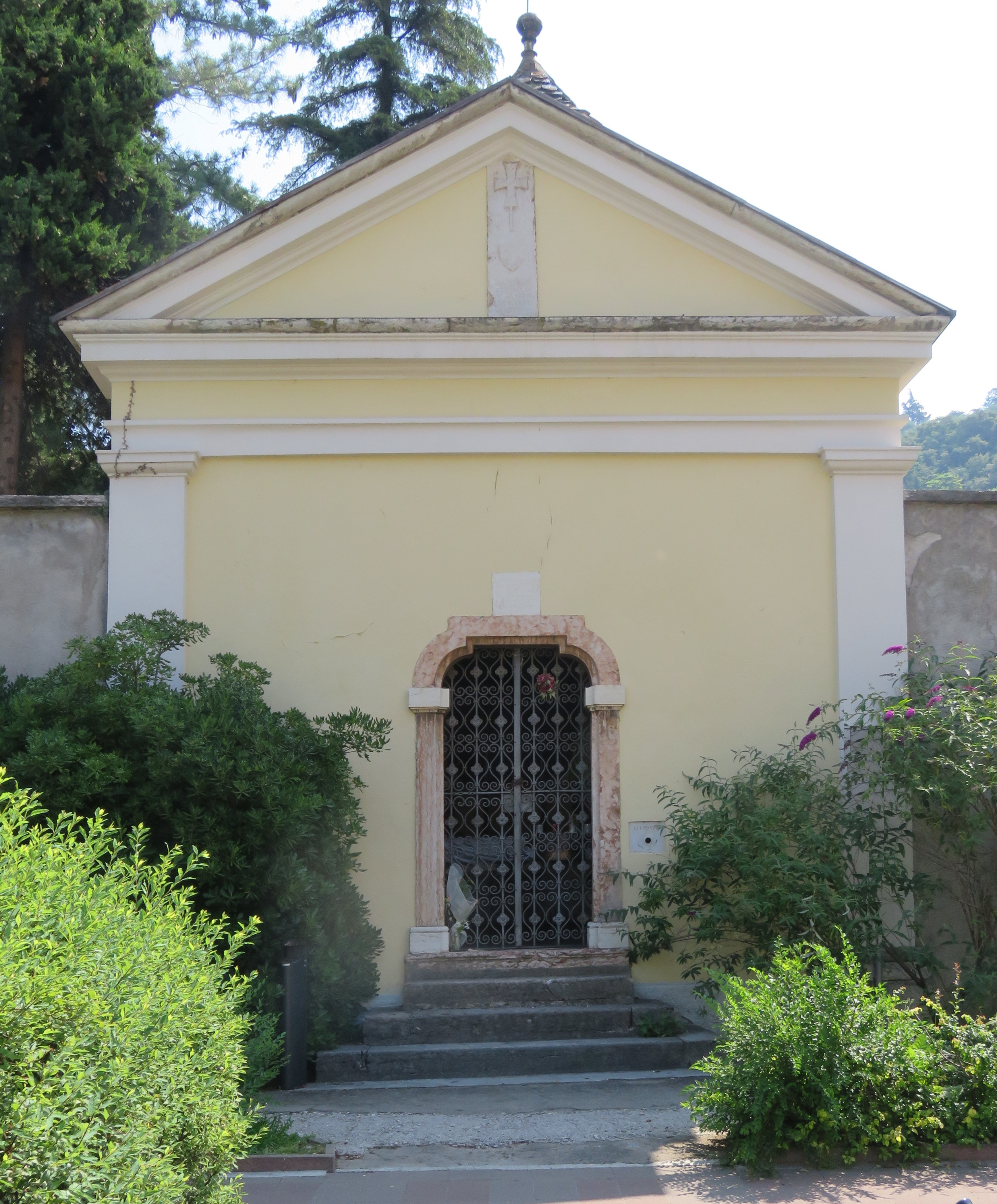
Cappella di Sant'Antonio.

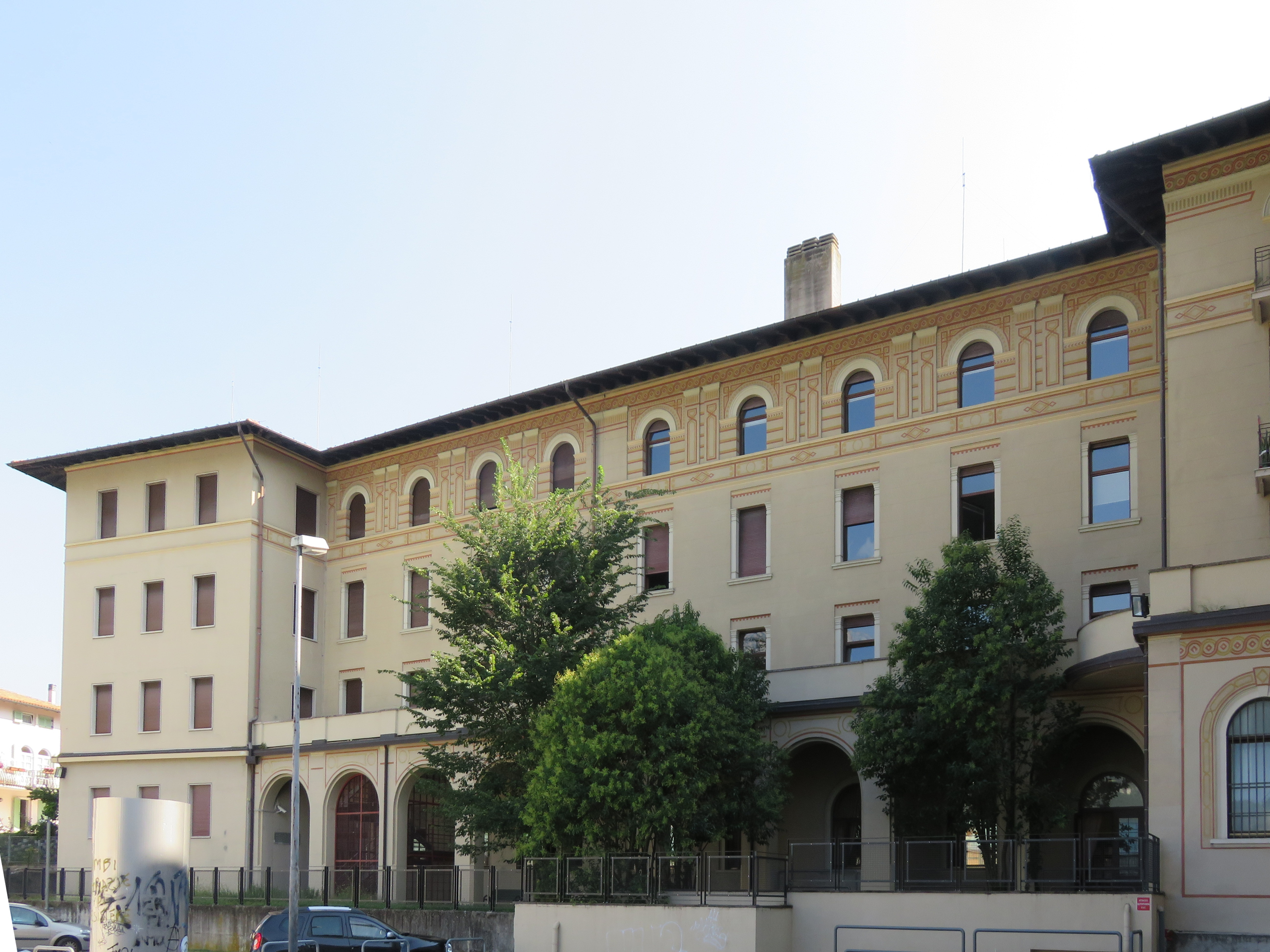
Liceo Antonio Rosmini.

- Casa Testori, poi Candelpergher. Antico albergo Imperiale alla Rosa d'Oro nel quale l'11 settembre 1786 soggiornò Johann Wolfgang von Goethe.
- Casa Tolomei, con targa sulla facciata alla memoria di Arnaldo Tolomei, archeologo (1863 - 1913) e di Ferruccio Tolomei, ufficiale medico che promosse la campagna militare garibaldina in Grecia contro l'impero ottomano (1868 - 1910).[3]
- Palazzo Fedrigotti. L'edificio, che risale agli ultimi anni del XVIII secolo, è stato progettato da Ambrogio Rosmini ed è caratterizzato da una struttura monumentale, da un ampio cortile e da sale arricchite da stucchi e decorazioni. Il giardino di pertinenza riveste importanza storica e paesaggistica notevole. Fu dimora di una delle famiglie nobili più importanti a Rovereto. Vi fu accolto Napoleone Bonaparte durante la campagna d'Italia col suo stato maggiore. Forse vi fece tappa, nel suo viaggio verso Mantova, Andreas Hofer. In seguito è stato utilizzato come istituto di istruzione dalle dame inglesi sino a divenire sede universitaria.[4][5]
- Teatro comunale Riccardo Zandonai. Fu il primo teatro in Trentino dal 1784 poi ricostruito in forme moderne nel 1919. Fu oggetto di importanti lavori di ricostruzione nel XXI secolo e nuovamente inaugurato nel 2014.
- Palazzo Alberti Poja. Venne costruito nella seconda metà del XVIII secolo su progetto di Ambrogio Rosmini per il conte Francesco Alberti Poja e la consorte, baronessa Eleonora Piomarta. L'interno del palazzo è ricco di decorazioni e dal XXI secolo è una delle sedi espositive per mostre temporanee del museo civico di Rovereto.
- Palazzo Annona. Caratterizzato da una struttura solida e tipicamente settecentesca venne edificato su commissione del comune di Rovereto su progetto di Ambrogio Rosmini. Inizialmente si pensò ad un suo utilizzo come deposito di granaglie ma non fu mai usato a tale scopo. Viene utilizzato come sede della biblioteca di Scienze cognitive dell'Università degli Studi di Trento, come sala di consultazione della biblioteca storica, manoscritti e archivi e come sede di conservazione sia di antichi testi sia di strumenti di stampa tradizionali.
- Palazzo Piomarta. Il palazzo è uno dei più rappresentativi della Rovereto settecentesca e sede, nel corso degli anni, di importanti istituzioni cittadine come l'Imperial Regio Ginnasio, la Scuola Reale Elisabettina, l'Accademia Roveretana degli Agiati, la biblioteca civica Girolamo Tartarotti e il museo civico di Rovereto. Progettato come molti altri edifici cittadini da Ambrogio Rosmini è caratterizzato da un ampio ingresso trasformato in luogo delle memoria locale con lapidi e monumenti dedicati ai roveretani illustri, uno scalone monumentale che porta al grande salone dell'aula magna. In tempi recenti viene utilizzato come sede universitaria.
- Biblioteca civica Girolamo Tartarotti. Dal 1764 fu la prima biblioteca aperta al pubblico a Rovereto e la sua dotazione iniziale, costituita dalla biblioteca personale di Girolamo Tartarotti, col tempo si arricchì di donazioni e nuove acquisizioni. Dal 2002 la sua sede si trova nella nuova struttura che ospita anche il Mart, l'Auditorium Melotti e l'Archivio del '900.
- Museo d'arte moderna e contemporanea di Trento e Rovereto (Mart), è l'istituzione museale artistica più importante del Trentino. La sua sede di Rovereto è attiva dal 2002, sostituendo quella di palazzo delle Albere di Trento. Nel capoluogo rimane la nuova sede della galleria civica. L'edificio è raratterizzato da una grande cupola che rispecchia le dimensioni del Pantheon di Roma opera di Mario Botta e di Giulio Andreolli.
- Chiesa di San Rocco e cappella di Sant'Antonio. Il luogo sacro venne edificato dopo una epidemia di peste nella prima metà del XVII secolo. Il sito scelto per la sua costruzione, come testimonia una lapide posta sul muro del sagrato della chiesa, è legato alla vicenda del vescovo Adelpreto II. La morte del beato potrebbe essere avvenuta in questo luogo oppure nei pressi di Arco e sulla veridicità del fatto storico intervenne con i suoi scritti anche Girolamo Tartarotti che ne mise in dubbio la santità. La cappella di Sant'Antonio che si trova nelle immediate vicinanze venne inizialmente eretta in onore di Adelpreto ma poi la sua dedicazione fu mutata per il santo di Padova.
- Liceo Antonio Rosmini, nato nel 1672 come Imperiale e Regio Ginnasio fu uno dei primi istituti superiori di rovereto e si trova nella sede recente, già convitto municipale maschile, dalla metà degli anni ottanta.